# Goniapteryx elegans
Goniapteryx elegans là một loài bướm đêm trong họ Erebidae.